# کویره شمالی

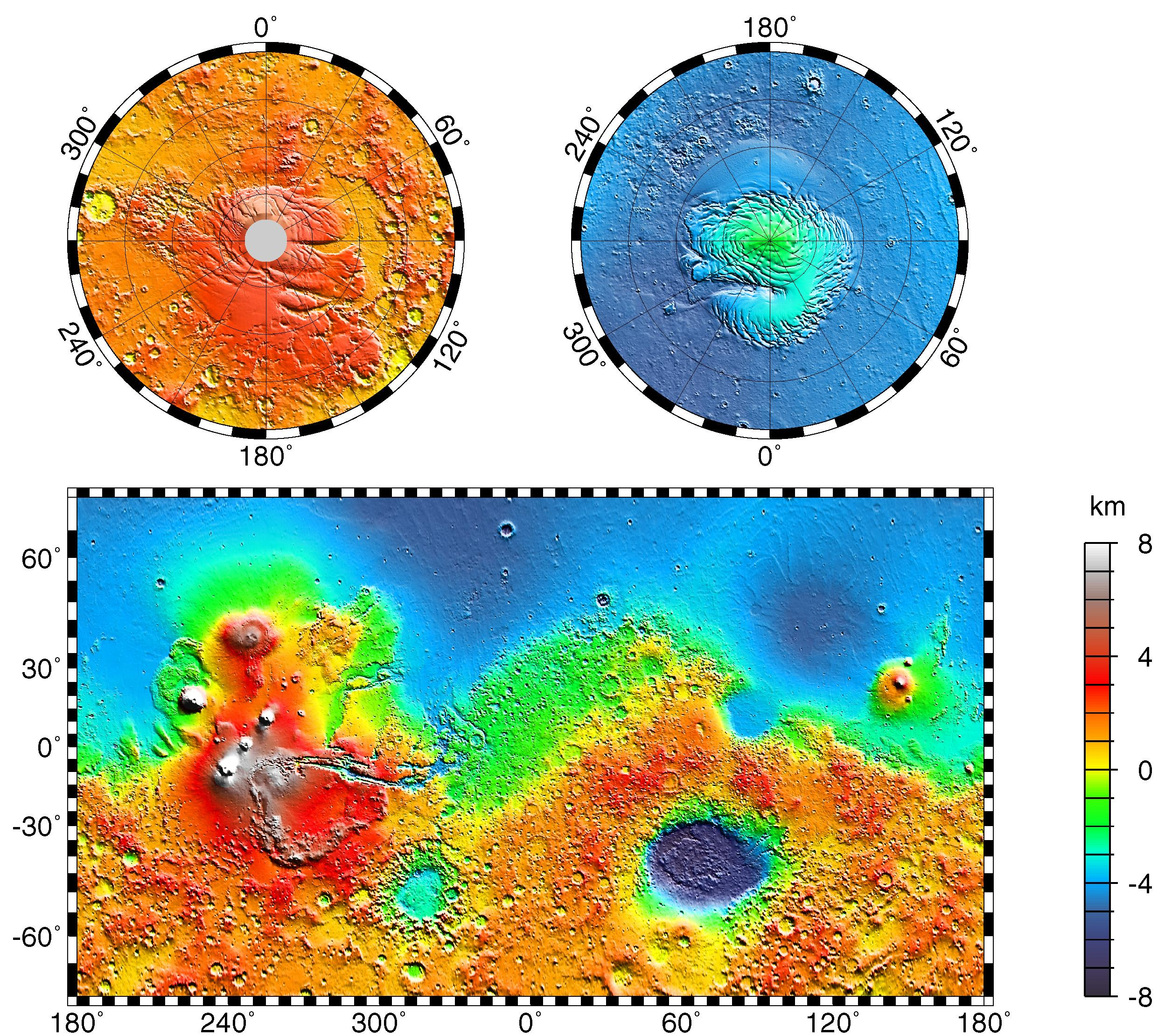
کویره شمالی، منطقه پست و بزرگ بر گِرد مدار ۷۰° شمالی در مریخ است.

کَویرهٔ شمالی (Vastitas Borealis) بزرگ‌ترین سرزمین پست در کره مریخ (بهرام) است.
این منطقه در عرض‌های جغرافیایی شمال کره بهرام واقع شده و منطقهٔ قطب شمال بهرام را احاطه کرده‌است.
دشت‌های کویره شمالی ۴ تا ۵ کیلومتر پست‌تر از شعاع میانگین این سیاره قرار دارند. در شمال آن فلاته شمالی واقع شده‌است.
دو حوضه جداگانه در این کویره قابل تشخیص است: حوضه قطب شمالی و هامونه آرمان‌شهر.
برخی از دانشمندان بر این باورند که این دشت‌ها روزگاری به شکل یک اقیانوس و پر از آب بوده‌اند.
خاک کویره شمالی تا اندازهٔ زیادی نرم‌تر از نواحی جغرافیایی مشابه در جنوب این سیاره است.
در سال ۲۰۰۵ مأموریت فضایی مارس اکسپرس توانست در دهانه‌ای در کویره شمالی یخاب کشف کند.
این یخاب در تابستان نیم‌کره شمالی مریخ و پس از ذوب شدن یخ دی‌اکسید کربن که بر روی آن قرار دارد به سطح خاک رخنه می‌کند.